# Нэтчбулл, Патрисия, 2-я графиня Маунтбеттен Бирманская
Патрисия Эдвина Виктория Нэтчбулл (англ. Patricia Edwina Victoria Knatchbull; 14 февраля 1924, Лондон, Великобритания — 13 июня 2017, Ашфорд, Кент, Великобритания) — британская аристократка, жена Джона Нэтчбулла, 7-го барона Брэбурна. Старшая дочь Луиса Маунтбеттена, 2-я графиня Маунтбеттен Бирманская и 2-я виконтесса Маунтбеттен Бирманская в своём праве (suo jure) с 1979 года.

## Биография
Патрисия родилась в 1924 году и стала старшим ребёнком в семье Луиса Маунтбеттена и Эдвины Эшли. По отцу она принадлежала к побочной ветви Гессенского дома и была праправнучкой британской королевы Виктории. Патрисия получила школьное образование на Мальте, в Англии и в Нью-Йорке. Во время Второй мировой войны она служила во флоте (с 1945 года — в штаб-квартире отца, главнокомандующего в Юго-Восточной Азии). В 1946 году Патрисия стала женой отцовского адъютанта Джона Нэтчбулла, 7-го барона Брэбурна.
В последующие годы Патрисия жила в Англии. Она была очень близка к королевской семье: Филипп Маунтбеттен, муж Елизаветы II (королевы с 1952 года), приходился ей двоюродным братом. Баронесса Брэбурн активно занималась благотворительностью, в 1974 году стала почётным командиром канадского пехотного полка принцессы Патрисии. С 1971 года она исполняла обязанности мирового судьи в Кенте, в 1973 году стала заместителем лейтенанта этого графства. 27 августа 1979 года Патрисия находилась на борту яхты, взорванной ирландскими террористами. Её отец, один из сыновей и свекровь погибли, но она выжила; поскольку у неё не было братьев, она унаследовала от отца графский титул и стала 2-й графиней Маунтбеттен-Бирманской в своём праве (suo jure). Патрисия заседала в Палате лордов, когда специальный закон лишил её этого права вместе с большинством наследственных пэров.
В 1981 году графиня была награждена орденом Святого Иоанна Иерусалимского. В 1984—1989 годах она занимала пост заместителя лорда-лейтенанта Кента, в 1991 году стала командором ордена Британской империи. Графиня умерла в 2017 году в Ашфорде (Кент).

## Семья
В браке Патрисии и Джона Нэтчбулла родились:
- Нортон Луис Филипп (1947), 3-й граф Маунтбеттен Бирманский, муж Пенелопы Мередит Иствуд, отец троих детей[4][5];
- Майкл Джон (1950), продюсер и редактор, в браке со Сьюзан Хендерсон стал отцом одной дочери[1];
- Энтони (1952, умер в том же году)[1];
- Джоанна Эдвина Дорин (1955), жена 1) французского барона Юбера Перно дю Брея, 2) Азриэля Цукермана; в первом браке родила дочь, во втором — сына[1];
- Аманда Патрисия Виктория (1957), жена Чарльза Винсента Эллингворта, мать трёх сыновей[1];
- Филипп Уиндхэм Эшли (1961), женат 1) на Аталанте Верекер, урожденной Коуэн, дочери фотографа Джона Коуэна[англ.], 2) на Венди Аманде Лич; в первом браке родилась дочь, во втором — двое сыновей[1];
- Тимоти Николас Шон (1964), женат на Изабелле Джулии Норман, праправнучке Джорджа Бриджмана, 4-го графа Брэдфорда, отец трёх дочерей и двух сыновей[6];
- Николас Тимоти Чарльз (1964—1979), стал жертвой теракта вместе с дедом по матери и бабкой по отцу[1].